# آلن بیکر
آلن بیکر (به انگلیسی:Alan Baker) ریاضی‌دان بریتانیایی، عضو انجمن سلطنتی بریتانیا و برنده جایزه فیلدز است. تخصص او در زمینه نظریه اعداد و دیگر مسائل ریاضی مانند نظریه متعالی (Transcendence theory)، معادله سیاله، اشکال لگاریتمی (Logarithmic form)، نتایج مؤثر در نظریه اعداد (Effective results in number theory) و هندسه سیاله (Diophantine geometry) است. او در سال ۱۹۷۰ و در ۳۱ سالگی مدال فیلدز را دریافت کرد. او در کالج دانشگاهی لندن و دانشگاه کمبریج تحصیل کرد. او ارتباطات آکادمیکی با سایر دانشگاه‌های معروف مانند مؤسسه مطالعات پیشرفته و کالج ترینیتی (کمبریج) داشته‌است.
او در سال ۲۰۱۲ به عضویت جامعهٔ ریاضی‌دانان آمریکا درآمد.